# Saltvik, Nätvik en Enoksnäs
Saltvik, Nätvik en Enoksnäs (Zweeds: Saltvik, Nätvik och Enoksnäs) is een småort in de gemeente Hudiksvall in het landschap Hälsingland en de provincie Gävleborgs län in Zweden. Het småort heeft 109 inwoners (2005) en een oppervlakte van 41 hectare. Eigenlijk bestaat het småort uit drie plaatsen: Saltvik, Nätvik en Enoksnäs.